# Municipio de Petty
El municipio de Petty (en inglés: Petty Township) es un municipio ubicado en el condado de Lawrence en el estado estadounidense de Illinois. En el año 2010 tenía una población de 729 habitantes y una densidad poblacional de 4,9 personas por km².

## Geografía
El municipio de Petty se encuentra ubicado en las coordenadas 38°47′53″N 87°50′31″O / 38.79806, -87.84194. Según la Oficina del Censo de los Estados Unidos, el municipio tiene una superficie total de 148.64 km², de la cual 148.58 km² corresponden a tierra firme y (0.04 %) 0,06 km² es agua.

## Demografía
Según el censo de 2010, había 729 personas residiendo en el municipio de Petty. La densidad de población era de 4.9 hab./km². De los 729 habitantes, el municipio de Petty estaba compuesto por el 98,35 % blancos, el 0,27 % eran afroamericanos, el 0.27 % eran amerindios, el 0.69 % eran de otras razas y el 0.41 % eran de una mezcla de razas. Del total de la población el 1.23 % eran hispanos o latinos de cualquier raza.